# Пипков, Любомир
Любомир Пипков (6 сентября 1904, Ловеч — 9 мая 1974, София) — болгарский композитор.  Герой Социалистического Труда (НРБ), заслуженный артист Болгарии (1950), Народный артист НРБ (1952). Лауреат Димитровской премии (1950, 1951, 1952).

## Биография
Сын композитора Панайота Пипкова. Учился в Национальной музыкальной академии в Софии и был учеником Поля Дюка с 1926 по 1932 год. Затем работал дирижёром хора в Софийской опере, позднее стал её директором. С 1948 года — профессор в консерватории. Сочинил 4 симфонии, 3 оперы, концерты, камерно-инструментальные ансамбли, ораторию, кантату, фортепьянные пьесы, хоры, песни и музыку к кинофильмам («Тревога» (1951), «Командир отряда», 1959).

## Награды
- Герой Социалистического Труда (НРБ)
- Орден «Георгий Димитров» (1967)
- Орден Народной Республики Болгария 1 степени (1960)
- Димитровская премия (1950, 1951, 1952).
- Заслуженный артист Болгарии (1950)
- Народный артист Болгарии (1952)

## Публикации
В. Н. Федотова Оперы П.Владигерова и Л.Пипкова в контексте болгарского искусства 1920-30-х гг. // Музыкальный театр XX века: События, проблемы, итоги, перспективы. М., ГИИ, 2004.